# Ananies (sacerdot jueu)
Ananies (48 fins a 58) Summe sacerdot esmentat en el Nou Testament, fill de Nebedeo (Zebedeu), i que va rebre el seu lloc d'Herodes Pòlio, rei de Calcis i germà d'Herodes Agripa I. Se'l va enviar a Roma l'any 52 per a ser jutjat amb relació a certes dificultats que havien sorgit entre els jueus i els samaritans, però l'emperador Claudi I el va absoldre.
Mentre presidia el judici de Pau davant del Sanedrí que es va celebrar cap a l'any 56, Ananies va ordenar que es donés un cop a Pau a la cara. (Ac 23:2-5.)
Després del judici, Pau va ser portat a Cesarea a on va viatjar també Ananies acompanyat de certs ancians i un orador públic per a presentar els càrrecs davant el procurador Félix (Ac 24:1), i ja no se li torna a esmentar.
En la història extra bíblica se'l presenta com un home altiu i cruel, que es va distingir per la seva cobdícia, tant durant l'exercici de Summe Sacerdot com després. Cap al començament de la revolta jueva de 66-70, certs elements de la població de la secta jueva dels Zelotes van perseguir a Ananies per causa de la seva col·laboració amb les autoritats romanes. Encara que es va amagar en un aqüeducte, el van descobrir i el van matar en l'esclat de la Primera Revolta Jueva.